# Agarista

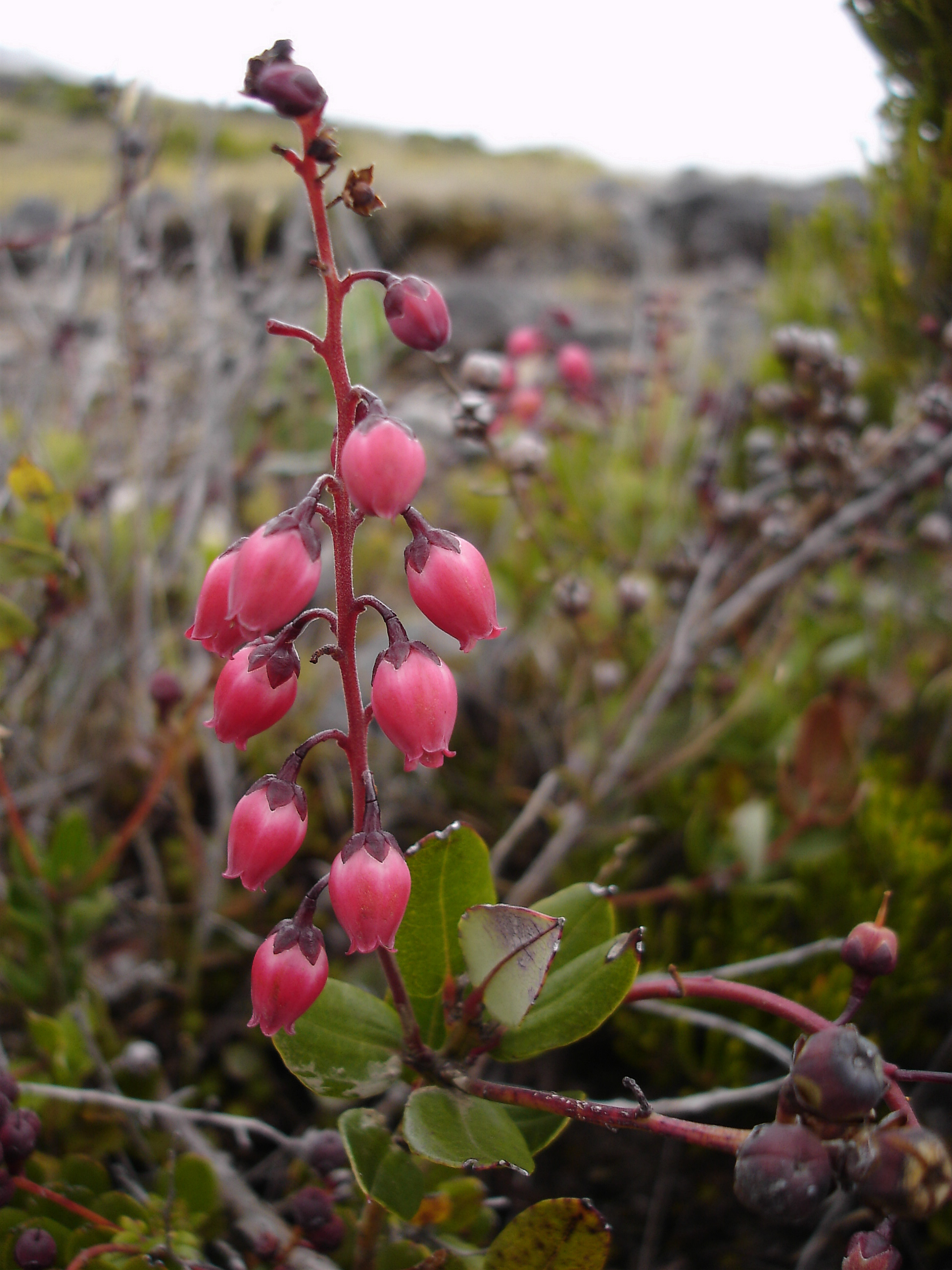
Agarista buxifolia

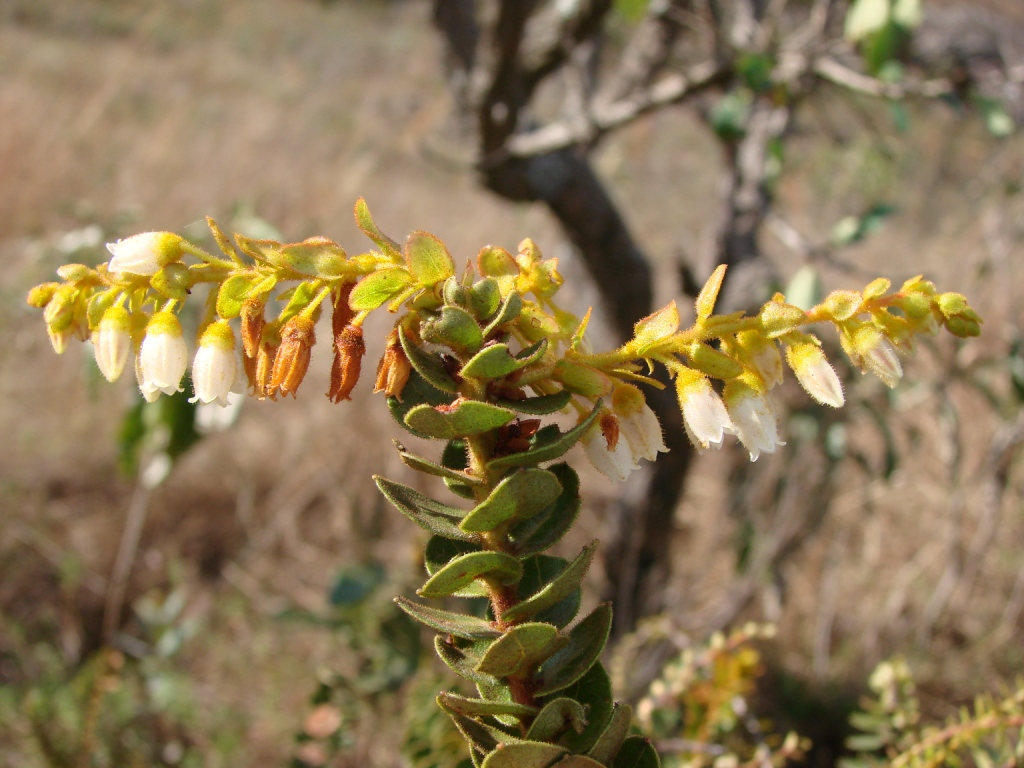
Agarista virgata

Agarista – rodzaj roślin z rodziny wrzosowatych (Ericaceae). Obejmuje 31 gatunków występujących głównie na kontynentach amerykańskich, zasięg jednego gatunku obejmuje Afrykę wraz z Maskarenami.

## Systematyka
Pozycja według APweb (aktualizowany system APG III z 2009)
Rodzaj z plemienia Vaccinieae z podrodziny Vaccinioideae należącej do rodziny wrzosowatych (Ericaceae) z rzędu wrzosowców (Ericales) w obrębie dwuliściennych właściwych.
Wykaz gatunków
- Agarista albiflora (B.Fedtsch. & Basil.) Judd
- Agarista angustissima Taub.
- Agarista boliviensis (Sleumer) Judd
- Agarista bracamorensis (Kunth) G.Don
- Agarista chapadensis (Kin.-Gouv.) Judd
- Agarista chlorantha G.Don
- Agarista coriifolia (Thunb.) Hook. ex Nied.
- Agarista duartei (Sleumer) Judd
- Agarista duckei (Huber) Judd
- Agarista ericoides Taub.
- Agarista eucalyptoides (Cham. & Schltdl.) G.Don
- Agarista glaberrima (Sleumer) Judd
- Agarista hispidula (DC.) Hook. ex Nied.
- Agarista mexicana (Hemsl.) Judd
- Agarista minensis (Glaz. ex Sleumer) Judd
- Agarista niederleinii (Sleumer) Judd
- Agarista nummularia (Cham.) G.Don
- Agarista oleifolia (Cham.) G.Don
- Agarista organensis (Gardner) Hook. ex Nied.
- Agarista paraguayensis (Sleumer) Judd
- Agarista populifolia (Lam.) Judd
- Agarista pulchella G.Don
- Agarista pulchra G.Don
- Agarista revoluta (Spreng.) Hook. ex Nied.
- Agarista salicifolia (Lam.) G.Don
- Agarista sleumeri Judd
- Agarista subcordata (Dunal) Judd
- Agarista subrotunda G.Don
- Agarista uleana (Sleumer) Judd
- Agarista villarrealana L.M.González
- Agarista virgata Judd